# Az első igazi nyár
Az első igazi nyár (eredeti cím: The Way, Way Back) 2013-ban bemutatott amerikai dráma-filmvígjáték, melyet saját rendezői debűtálsukban Nat Faxon és Jim Rash írt és rendezett. A főszerepben Liam James, Steve Carell, Toni Collette, Allison Janney, AnnaSophia Robb, Sam Rockwell és Maya Rudolph látható.
Világpremierje a 2013-as Sundance Filmfesztiválon volt. Magyarországon DVD-n jelent meg szinkronizálva.

## Cselekmény
Egy fiatal tinédzser, a 14 éves Duncan vonakodva megy el nyaralni egy kis tengerparti városba, az édesanyjával, az ő barátjával – Trenttel, és az ő lányával – Stephel. A fiú nagyon unatkozik, és egyedül érzi magát, ám a ház garázsában talál egy rózsaszín biciklit, amivel felderíti a város környékét, majd hamarosan barátságba kerül a helyi aquapark vezetőjével (Sam Rockwell). Az új barátja segítségével egyetlen nyár leforgása alatt szembeszáll az agresszív mostohaapjával (Steve Carell), és rendbehozza édesanyja kapcsolatát.

## Szereplők
| Színész         | Szerep       | Magyar hang       |
| --------------- | ------------ | ----------------- |
| Steve Carell    | Trent Ramsey | Kassai Károly     |
| Toni Collette   | Pam          | Román Judit       |
| Allison Janney  | Betty        | Nyakó Júlia       |
| AnnaSophia Robb | Susanna      | Andrusko Marcella |
| Sam Rockwell    | Owen         | Rajkai Zoltán     |
| Maya Rudolph    | Caitlyn      | Söptei Andrea     |
| Liam James      | Duncan       | Nikas Dániel      |
| Rob Corddry     | Kip          | Kardos Róbert     |
| Amanda Peet     | Joan         | Horváth Lilla     |
| River Alexander | Peter        | Závodi Marcell    |
| Zoe Levin       | Steph Ramsey | Csuha Borbála     |
| Nat Faxon       | Roddy        | Sarádi Zsolt      |
| Jim Rash        | Lewis        | Nagypál Gábor     |